# チクシブチサンショウウオ
チクシブチサンショウウオは、日本の九州、主に福岡県を中心に熊本、大分に生息しているサンショウウオ。今までブチサンショウウオと混同視されており、2019年に新種として認められた。

## 分布
九州北部（福岡・熊本・大分）の山地の河川源流域に生息している。

## 形態
ブチサンショウウオ、チュウゴクブチサンショウウオ、コガタブチサンショウウオなどと良く似ている。
全長は12〜16cm、頭胴長が6.5〜9cm。 
腹面には白味がかった斑紋が散らばっており、背面よりも明るい。背面は青紫色をしており、普通は斑紋を持たないが、ランダムな淡白色の斑紋を持つこともある。尾の長さは頭胴長の70%程度。 第五趾はよく発達し、肋条数は基本的に13。鋤骨歯列は浅いV字状で、体は大型である。
コガタブチサンショウウオ と同所的に生息するが、コガタブチはチクシブチよりも小型であること（頭胴長5–7 cm）、コガタブチは背面に褐色がかった白斑があることなどで見分けられる。
※福岡県のマリンワールド海の中道にはブチサンショウウオ、チクシブチサンショウウオ、コガタブチサンショウウオが展示されている。

## 生態
雌は4月中旬〜5月下旬頃、水の湧き出る石の下に一対の卵のうを産む。幼生は小渓流の溜まりなど比較的水温が低くきれいな水の中で生活する。森林伐採・治山ダム・砂防ダムの建設等により生育環境が悪化し個体数の減少が懸念される。
環境庁カテゴリーでは絶滅危惧II類 (VU)に指定されている。

### 食性
昆虫を食べる。ダンゴムシや、陸生のヨコエビなどといった生物を捕食している事が記録されている。

### 被食
本種の幼生がヤマカガシに捕食された記録がある。

### 繁殖
繁殖期は3月から6月上旬。標高300m前後から1000mくらいの小溪流域、水の湧き出る石の下に産卵する。幼生は7月頃に小渓流の溜まりなどで水生昆虫の幼虫などを食べ成長する。成体は周辺の森の中で生活する。